# Vivo (álbum de Luis Miguel)
| Críticas profissionais | Críticas profissionais |
| Avaliações da crítica  | Avaliações da crítica  |
| Fonte                  | Avaliação              |
| ---------------------- | ---------------------- |
| Allmusic               | [ 1 ]                  |

Vivo é o segundo álbum ao vivo do cantor mexicano Luis Miguel, lançado em 2000. Foi gravado no dia 17 de Abril de 2000 no México, durante o último show da tour de Amarte es un Placer.

## Faixas
| N.º            | Título | Compositor(es)                                                                   | Duração |  |
| 1.             | "Intro" |                                                                                  | 1:41    |  |
| 2.             | "Quiero" | Luis Miguel R. Kortbawi Francisco Loyo Alejandro Asensi                          | 4:04    |  |
| 3.             | "Tú, Solo Tú" | Miguel Arturo Pérez                                                              | 3:35    |  |
| 4.             | "Medley Romance: No Me Platiques Más/No Sé Tú/La Puerta/La Barca/Inovidable"                                                          | Vicente Garrido Armando Manzanero Luis Demetrio Roberto Cantoral Julio Gutierrez | 11:05   |  |
| 5.             | "Suave" | Orlando Castro Kiko Cibrián                                                      | 5:32    |  |
| 6.             | "Medley Segundo Romance: El Día Que Me Quieras/Solamente una Vez/Somos Novios/Tudo y Nada/Nosotros"                                   | Alfredo le Pera Carlos Gardel Agustín Lara Manzanero Garrido Pedro Junco         | 5:29    |  |
| 7.             | "Medley: Yo Que No Vivo Sin Tí/Culpable O No/Más Allá de Todo/Fría Como el Viento/Entrégate/Tengo Todo Excepto a Tí/La Incondicional" | Pino Donnagio Vito Pallavicini Luís Gómez Escolar Juán Carlos Calderón           | 10:53   |  |
| 8.             | "Sol, Arena y Mar" | Miguel Francisco Loyo Salo Loyo Arturo Pérez                                     | 3:13    |  |
| 9.             | "Medley Romances: Voy a Apagar la Luz/Contigo Aprendí/Por Debajo de la Mesa/El Reloj/Sabor a Mí/La Gloria Eres Tú/Bésame Mucho"       | Manzanero Cantoral Álvaro Carrillo José Antonio Méndez Consuelo Velázquez        | 14:43   |  |
| 10.            | "Y" | Mário de Jesús Báez                                                              | 2:38    |  |
| 11.            | "La Bikina" | Rúben Fuentes                                                                    | 2:55    |  |
| 12.            | "Como Es Posible Que A Mi Lado" | Miguel Asensi Álvaro Carrillo Cibrián                                            | 3:55    |  |
| 13.            | "Te Propongo Esta Noche" | Miguel Calderón Pérez                                                            | 5:02    |  |
| Duração total: | Duração total: | Duração total:                                                                   | 71:01   |  |

## Singles
| #  | Título      | EUA | LATIN POP | LATIN TROP |
| -- | ----------- | --- | --------- | ---------- |
| 1. | "Y"         | #2  | #3        | #9         |
| 2. | "La Bikina" | #8  | #8        | #18        |

## Charts
| Chart (2000)               | Posição |
| -------------------------- | ------- |
| Billboard 200              | 93      |
| Billboard Latin Pop Albums | 2       |
| Billboard Top Latin Albums | 2       |

## Vendas e certificações
| Região | Certificação    | Vendas/distribuição |
| --- | --------------- | ------------------- |
| Argentina (CAPIF) | 2x Platina      | 120.000x            |
| EUA (RIAA) | 2x Platina      | 200.000^            |
| México (AMPROFON) | 3x Platina+Ouro | 525.000^            |
| *vendas baseadas apenas na certificação ^distribuições baseadas apenas na certificação xdistribuições não-especificadas baseadas apenas na certificação |                 |                     |

| Região | Certificação | Vendas/distribuição |
| --- | ------------ | ------------------- |
| Argentina (CAPIF) | Platina      | 8.000x              |
| Brasil (ABPD) | Ouro         | 25.000*             |
| México (AMPROFON) | 2x Platina   |                     |
| *vendas baseadas apenas na certificação ^distribuições baseadas apenas na certificação xdistribuições não-especificadas baseadas apenas na certificação |              |                     |